# Segunda División B 2009-2010
L'edizione 2009-2010 della Segunda División B spagnola è iniziata nell'agosto 2009 ed è terminata nel maggio 2010. Vi hanno partecipato 80 squadre divise in 4 gruppi.

## Gruppo 1

### Classifica
|  |     | Classifica Segunda división B 2009-10 | G  | V  | P  | S  | Pts |
|  | --- | ------------------------------------- | -- | -- | -- | -- | --- |
|  | 1.  | Ponferradina                          | 38 | 21 | 12 | 5  | 75  |
|  | 2.  | Eibar                                 | 38 | 19 | 9  | 10 | 66  |
|  | 3.  | Palencia                              | 38 | 16 | 17 | 5  | 65  |
|  | 4.  | Pontevedra                            | 38 | 18 | 9  | 11 | 63  |
|  | 5.  | Alavés                                | 38 | 16 | 14 | 8  | 62  |
|  | 6.  | Lemona                                | 38 | 13 | 14 | 11 | 53  |
|  | 7.  | Lugo                                  | 38 | 13 | 14 | 11 | 53  |
|  | 8.  | Osasuna B                             | 38 | 13 | 13 | 12 | 52  |
|  | 9.  | Celta Vigo B                          | 38 | 15 | 6  | 17 | 51  |
|  | 10. | Montañeros                            | 38 | 13 | 10 | 15 | 49  |
|  | 11. | Barakaldo                             | 38 | 12 | 13 | 13 | 49  |
|  | 12. | Leonesa                               | 38 | 12 | 13 | 13 | 49  |
|  | 13. | Mirandés                              | 38 | 11 | 15 | 12 | 48  |
|  | 14. | Zamora CF                             | 38 | 12 | 10 | 16 | 46  |
|  | 15. | Bilbao Athletic                       | 38 | 12 | 10 | 16 | 46  |
|  | 16. | Guijuelo                              | 38 | 10 | 15 | 13 | 45  |
|  | 17. | Sestao River                          | 38 | 11 | 11 | 16 | 41  |
|  | 18. | Izarra                                | 38 | 10 | 9  | 19 | 39  |
|  | 19. | Racing Ferrol                         | 38 | 7  | 16 | 15 | 37  |
|  | 20. | Compostela                            | 38 | 7  | 8  | 23 | 29  |

## Gruppo 2

### Classifica
|  |     | Classifica Segunda división B 2009-10 | G  | V  | P  | S  | Pts |
|  | --- | ------------------------------------- | -- | -- | -- | -- | --- |
|  | 1.  | Alcorcón                              | 38 | 21 | 10 | 7  | 73  |
|  | 2.  | Real Oviedo                           | 38 | 19 | 1  | 8  | 68  |
|  | 3.  | Guadalajara                           | 38 | 18 | 10 | 10 | 64  |
|  | 4.  | Universidad LPGC                      | 38 | 18 | 9  | 11 | 64  |
|  | 5.  | Leganés                               | 38 | 17 | 11 | 10 | 62  |
|  | 6.  | UD Puertollano                        | 38 | 17 | 11 | 10 | 62  |
|  | 7.  | Atlético Madrid B                     | 38 | 16 | 10 | 12 | 58  |
|  | 8.  | Real M. Castilla                      | 38 | 15 | 11 | 12 | 56  |
|  | 9.  | Torrelavega                           | 38 | 14 | 9  | 15 | 51  |
|  | 10. | Conquense                             | 38 | 12 | 14 | 12 | 50  |
|  | 11. | Vecindario                            | 38 | 12 | 13 | 13 | 49  |
|  | 12. | Sporting Gijón B                      | 38 | 13 | 8  | 17 | 47  |
|  | 13. | Alcalá                                | 38 | 11 | 11 | 16 | 44  |
|  | 14. | Cerro Reyes                           | 38 | 10 | 14 | 14 | 44  |
|  | 15. | Cacereño                              | 38 | 10 | 14 | 14 | 44  |
|  | 16. | Toledo                                | 38 | 12 | 7  | 19 | 43  |
|  | 17. | Racing Santander B                    | 38 | 10 | 11 | 17 | 41  |
|  | 18. | Villanovense                          | 38 | 10 | 11 | 17 | 41  |
|  | 19. | Tenerife B                            | 38 | 9  | 11 | 18 | 38  |
|  | 20. | Lanzarote                             | 38 | 10 | 4  | 24 | 34  |

## Gruppo 3

### Classifica
|  |     | Classifica Segunda división B 2009-10 | G  | V  | P  | S  | Pts |
|  | --- | ------------------------------------- | -- | -- | -- | -- | --- |
|  | 1.  | Sant Andreu                           | 38 | 23 | 9  | 6  | 78  |
|  | 2.  | Barcellona Atlètic                    | 38 | 22 | 10 | 6  | 76  |
|  | 3.  | Ontinyent                             | 38 | 19 | 14 | 5  | 71  |
|  | 4.  | Alcoyano                              | 38 | 20 | 9  | 9  | 69  |
|  | 5.  | Dénia                                 | 38 | 17 | 13 | 8  | 64  |
|  | 6.  | Benidorm                              | 38 | 18 | 10 | 10 | 64  |
|  | 7.  | Orihuela                              | 38 | 15 | 10 | 13 | 55  |
|  | 8.  | Maiorca B                             | 38 | 15 | 10 | 13 | 55  |
|  | 9.  | UD Logroñés                           | 38 | 13 | 15 | 10 | 54  |
|  | 10. | Sabadell                              | 38 | 13 | 10 | 15 | 49  |
|  | 11. | UE Lleida                             | 38 | 12 | 13 | 13 | 49  |
|  | 12. | Badalona                              | 38 | 13 | 9  | 16 | 48  |
|  | 13. | Alicante                              | 38 | 11 | 13 | 14 | 46  |
|  | 14. | Sporting Mahonés                      | 38 | 10 | 15 | 13 | 45  |
|  | 15. | Gramenet                              | 38 | 11 | 10 | 17 | 43  |
|  | 16. | Espanyol B                            | 38 | 8  | 17 | 13 | 41  |
|  | 17. | Villajoyosa                           | 38 | 7  | 13 | 18 | 34  |
|  | 18. | Valencia Mestalla                     | 38 | 6  | 12 | 20 | 30  |
|  | 19. | Gavà                                  | 38 | 7  | 9  | 22 | 30  |
|  | 20. | Terrassa                              | 38 | 6  | 7  | 25 | 25  |

## Gruppo 4

### Classifica
|  |     | Classifica Segunda división B 2009-10 | G  | V  | P  | S  | Pts |
|  | --- | ------------------------------------- | -- | -- | -- | -- | --- |
|  | 1.  | Granada                               | 38 | 23 | 7  | 8  | 76  |
|  | 2.  | Melilla                               | 38 | 22 | 10 | 6  | 76  |
|  | 3.  | Real Jaén                             | 38 | 20 | 9  | 9  | 69  |
|  | 4.  | Poli Ejido                            | 38 | 19 | 8  | 11 | 65  |
|  | 5.  | Ceuta                                 | 38 | 17 | 10 | 11 | 61  |
|  | 6.  | Lucena                                | 38 | 14 | 13 | 11 | 55  |
|  | 7.  | Atlético Ciudad                       | 38 | 16 | 5  | 17 | 53  |
|  | 8.  | San Roque                             | 38 | 15 | 8  | 15 | 53  |
|  | 9.  | CE Estepona                           | 38 | 14 | 10 | 14 | 52  |
|  | 10. | Écija                                 | 38 | 15 | 7  | 16 | 52  |
|  | 11. | Caravaca                              | 38 | 13 | 13 | 12 | 52  |
|  | 12. | Sangonera                             | 38 | 13 | 12 | 13 | 51  |
|  | 13. | Imperial Murcia                       | 38 | 13 | 12 | 13 | 51  |
|  | 14. | Betis B                               | 38 | 13 | 12 | 13 | 51  |
|  | 15. | Siviglia Atlético                     | 38 | 15 | 6  | 17 | 51  |
|  | 16. | Roquetas                              | 38 | 14 | 8  | 16 | 50  |
|  | 17. | Moratalla                             | 38 | 10 | 12 | 16 | 42  |
|  | 18. | Jerez Industrial                      | 38 | 10 | 5  | 23 | 35  |
|  | 19. | Marbella FC                           | 38 | 7  | 10 | 21 | 31  |
|  | 20. | Águilas                               | 38 | 4  | 9  | 25 | 21  |

## Play-out
|            | Andata | Ritorno |          |
| ---------- | ------ | ------- | -------- |
| Espanyol B | 2-2    | 0-1     | Guijuelo |
| Roquetas   | 1-0    | 1-1     | Toledo   |

## Play-off

### Campioni
Finali
|             | Andata | Ritorno |              |
| ----------- | ------ | ------- | ------------ |
| Sant Andreu | 0-1    | 1-0     | Ponferradina |
| Granada     | 2-0    | 0-1     | Alcorcón     |

Finale per il titolo
|              | Andata | Ritorno |         |
| ------------ | ------ | ------- | ------- |
| Ponferradina | 0-1    | 0-0     | Granada |

### Piazzati
Primo turno
|                  | Andata | Ritorno |                    |
| ---------------- | ------ | ------- | ------------------ |
| Pontevedra       | 2-1    | 2-1     | Real Oviedo        |
| Real Jaén        | 1-1    | 2-1     | Palencia           |
| Universidad LPGC | 1-0    | 3-0     | Melilla            |
| Alcoyano         | 0-0    | 0-2     | Eibar              |
| Ontinyent        | 2-0    | 3-1     | Guadalajara        |
| Poli Ejido       | 3-3    | 1-1     | Barcellona Atlètic |

Semifinali
|                  | Andata | Ritorno |                    |
| ---------------- | ------ | ------- | ------------------ |
| Universidad LPGC | 0-2    | 2-2     | Sant Andreu        |
| Ontinyent        | 2-1    | 1-0     | Eibar              |
| Pontevedra       | 0-0    | 0-3     | Alcorcón           |
| Real Jaén        | 0-0    | 0-3     | Barcellona Atlètic |

Finali
|                    | Andata | Ritorno |             |
| ------------------ | ------ | ------- | ----------- |
| Barcellona Atlètic | 1-0    | 0-0     | Sant Andreu |
| Ontinyent          | 1-1    | 2-3     | Alcorcón    |